# Mercatello (Salerno)
Mercatello è un quartiere della periferia est di Salerno, facente parte della Zona Orientale.

## Geografia
Il quartiere confina a est con Mariconda, a sud-est con Parco Arbostella, a nord con il quartiere Europa, a ovest con Pastena e a sud è bagnato dal golfo di Salerno.

## Monumenti e luoghi d'interesse
Mercatello è famoso per il suo parco urbano che ha diverse serre dove vengono collezionate vari tipi di piante.

### Architetture religiose
- Chiesa di Santa Maria a Mare, in via Picenza.

## Trasporti

### Ferrovie
Il quartiere è raggiungibile ed è collegato al centro di Salerno e altre zone dalla città dalla propria stazione omonima funzionante dal 4 novembre 2013 e serve anche la zona di Mariconda.

### Autobus
- Le linee della Busitalia Campania  che attraversano il quartiere sono: 5-6-8-11-12-17-24-25-27-31-32-34-42.